# Bansberia
Bansberia ist eine Stadt mit etwa 105.000 Einwohnern im ostindischen Bundesstaat Westbengalen. Die Stadt ist bedeutsam wegen zweier Bengalischer Tempel aus dem 17. und 19. Jahrhundert.

## Lage
Bansberia liegt am Hugli-Fluss etwa 5 bis 7 m und ca. 60 km (Fahrstrecke) nördlich von Kolkata; von dort fahren nahezu stündlich Busse (Fahrzeit ca. 1,5 Stunden). Die Tempelstadt Kalna befindet sich weitere ca. 40 km nördlich.

## Bevölkerung
Gut 88 % der Einwohner sind Hindus und ca. 11 % sind Moslems; der Rest entfällt auf andere Religionsgemeinschaften. Der männliche Bevölkerungsanteil ist ca. 7 % höher als der weibliche.

## Wirtschaft
Die Landwirtschaft spielt immer noch die wichtigste Rolle in den Dörfern der Umgebung der Stadt, die als regionales Handels-, Handwerks- und Dienstleistungszentrum fungiert. Nach der Teilung Indiens (1947) ließen sich viele Weber aus dem nur ca. 50 km entfernten damaligen Ost-Pakistan (heute Bangladesch) in Bansberia und Umgebung nieder – die feinen Seiden- und Baumwollstoffe aus der Region sind für ihre Qualität berühmt.

## Geschichte
Bansberia existierte bereits im Mittelalter und gehörte zu den sieben Saptagram-Häfen am Hugli-Fluss. Im Jahr 1298 entstand im 4 km nördlich gelegenen Nachbarort Tribeni die vielleicht älteste Moschee Bengalens. Tempelbauten aus dieser Zeit sind jedoch nicht mehr erhalten.

## Sehenswürdigkeiten

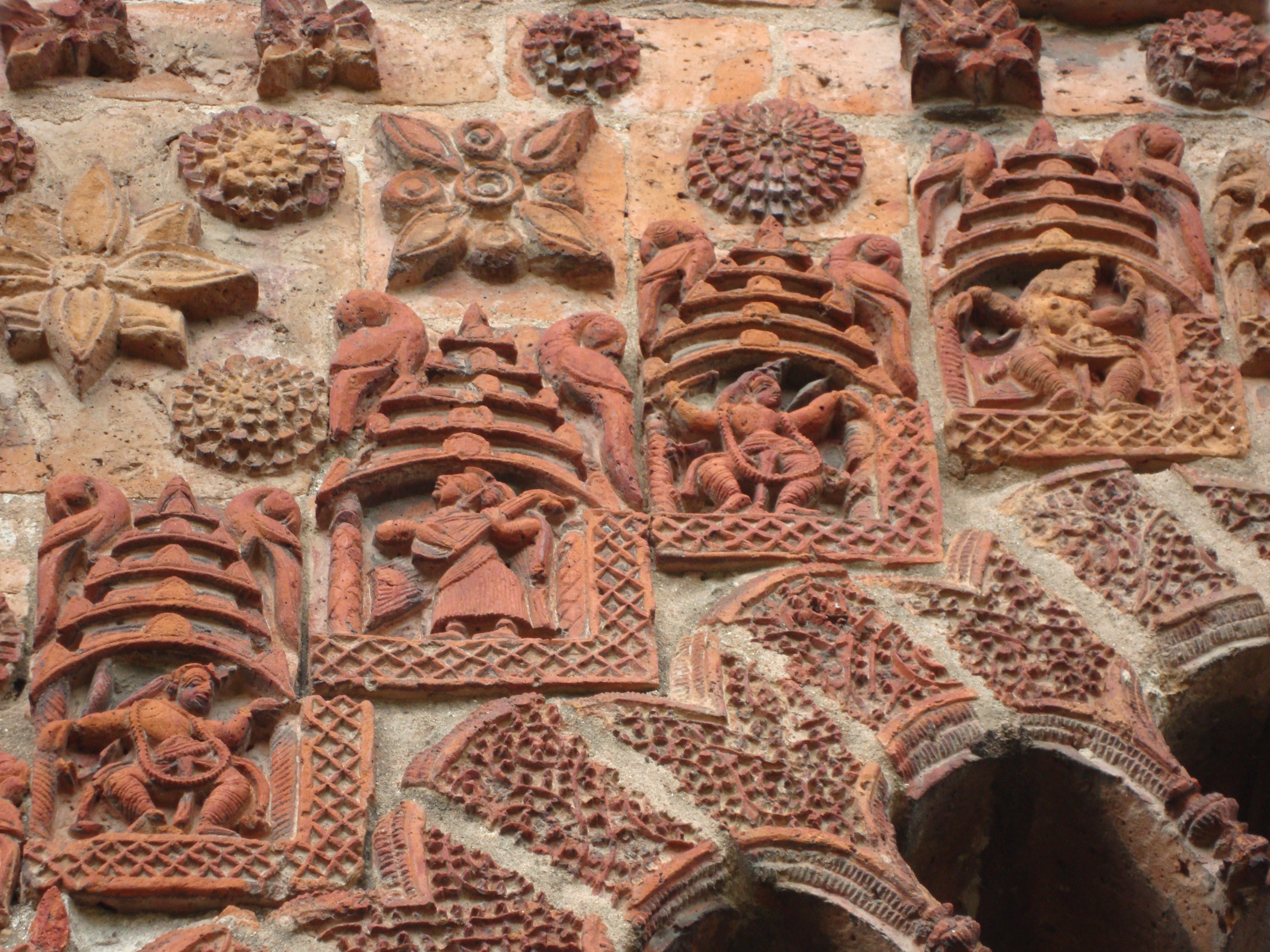
Terrakotta-Dekor

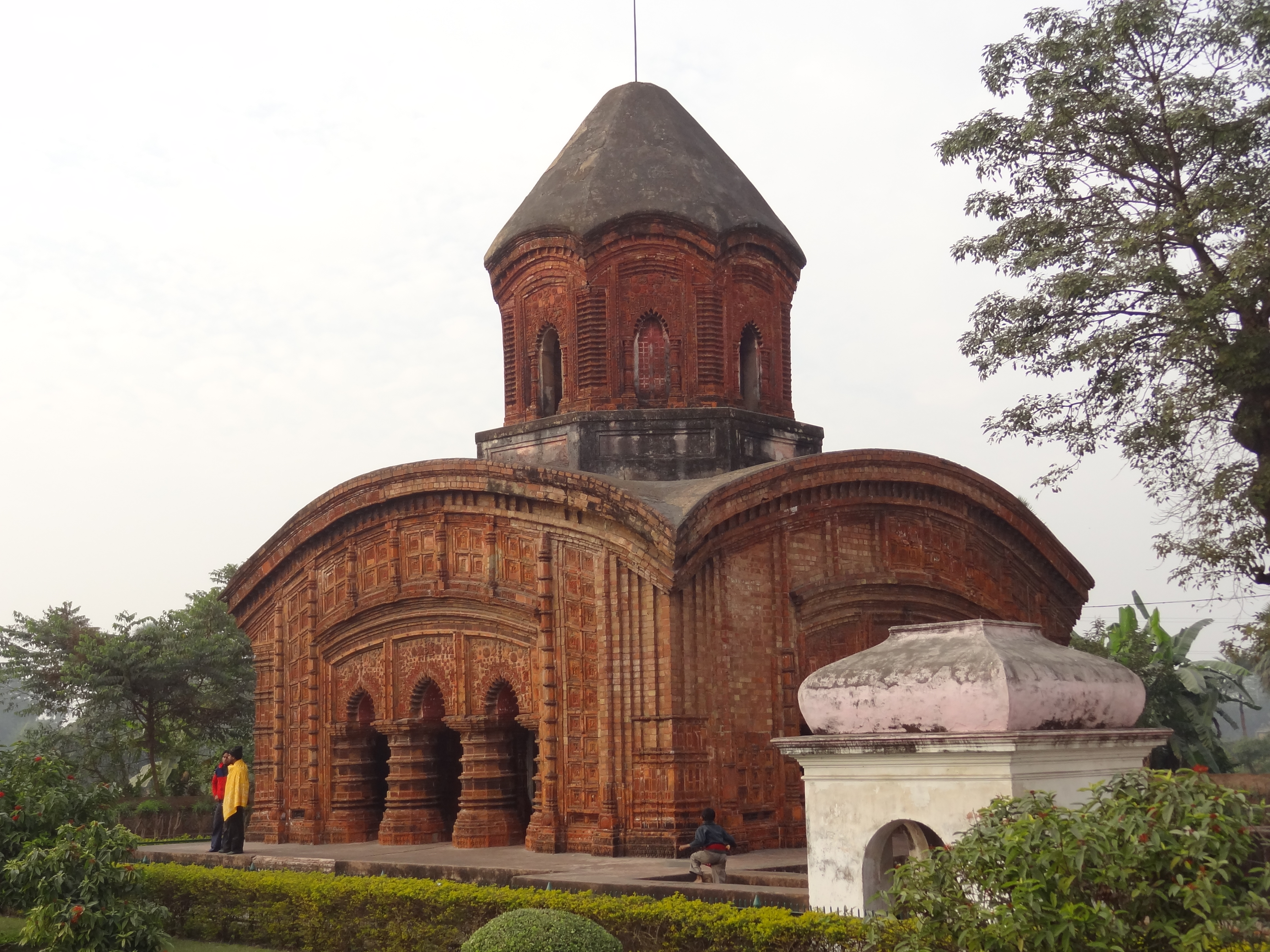
Ananta-Vasudeva-Tempel

- Der auf quadratischem Grundriss und zur Gänze aus Ziegelstein erbaute Ananta-Vasudeva-Tempel entstand bereits im Jahr 1679. Der Bau gehört zum eintürmigen Typus (ekaratna) der Bengalischen Tempel; die Dächer sind in den Ecken heruntergezogen (Bengalisches Dach). Die vier Fassaden sind mit Terracotta-Tafeln figürlichem oder floralem Dekor verkleidet. Hinter den vier Portalen mit jeweils drei Eingängen befindet sich ein Umgang für die rituelle Umschreitung (pradakshina) der im Zentrum des Bauwerks befindlichen Cella (garbhagriha), die nur von den Brahmanen-Priestern betreten werden darf.
- Der in unmittelbarer Nachbarschaft stehende Hangseshwari-Tempel ist einem regional verehrten Aspekt der Göttin Kali geweiht und entstand erst im frühen 19. Jahrhundert. Eigenwillig ist die Verwendung von Holz in der Portalfassade und am zentralen Turm; einige Fensteröffnungen sind mit Lünetten überfangen – ein Baudetail, das von den Briten mit nach Indien gebracht wurden. Die insgesamt 13 Turmspitzen zeigen ein Schuppendekor, welches Lotosblüten imitieren soll.
- Der von Raja Nrisinha Deb Roy Mahasay im Jahr 1788 gestiftete Swanbhaba Kali-Tempel steht etwa 300 m entfernt.